# Sint-Janskerk (Waalwijk)
De rooms-katholieke kerk Sint-Jan de Doper in het centrum van de Noord-Brabantse stad Waalwijk is gebouwd tussen juni 1923 en november 1925. De kerk wordt in de volksmond Sint-Jan genoemd. Het bouwwerk van architect Hendrik Willem Valk is afgeleid van de byzantijnse architectuur. Het is de grootste neo-byzantijnse kerk van Nederland. De toren en de koepel bepalen het silhouet van Waalwijk. In 1993 werd het kerkgebouw aangewezen als rijksmonument. De kerk is sinds juli 2020 onderdeel van het Grootste Museum van Nederland. Naast katholieke erediensten worden in de kerk tevens rondleidingen, concerten en lezingen georganiseerd.

## Parochie
In 1233 verkreeg de Orde der Norbertijnen van de abdij van Tongerlo het patronaatsrecht uit handen van hertog Hendrik I van Brabant. De eerste (houten) kerk stond op de grens van Besoyen (Holland) en Waalwijk (Brabant), op dezelfde plaats waar nu de Nederlands Hervormde Kerk aan de Haven staat.
Na een aantal fusies met omliggende parochies vanaf het jaar 2000 heet de parochie tegenwoordig ‘Sint Jan de Doper Waalwijk en Waspik'. Zij omvat de hele gemeente Waalwijk. Binnen deze gemeente wonen ongeveer 4500 katholieken waarvan er 2300 als katholiek staan ingeschreven in de parochiële administratie. Diverse andere parochies in de omgeving van Waalwijk zijn eveneens gewijd aan de patroonheilige Johannes de Doper.

## Waterstaatskerk

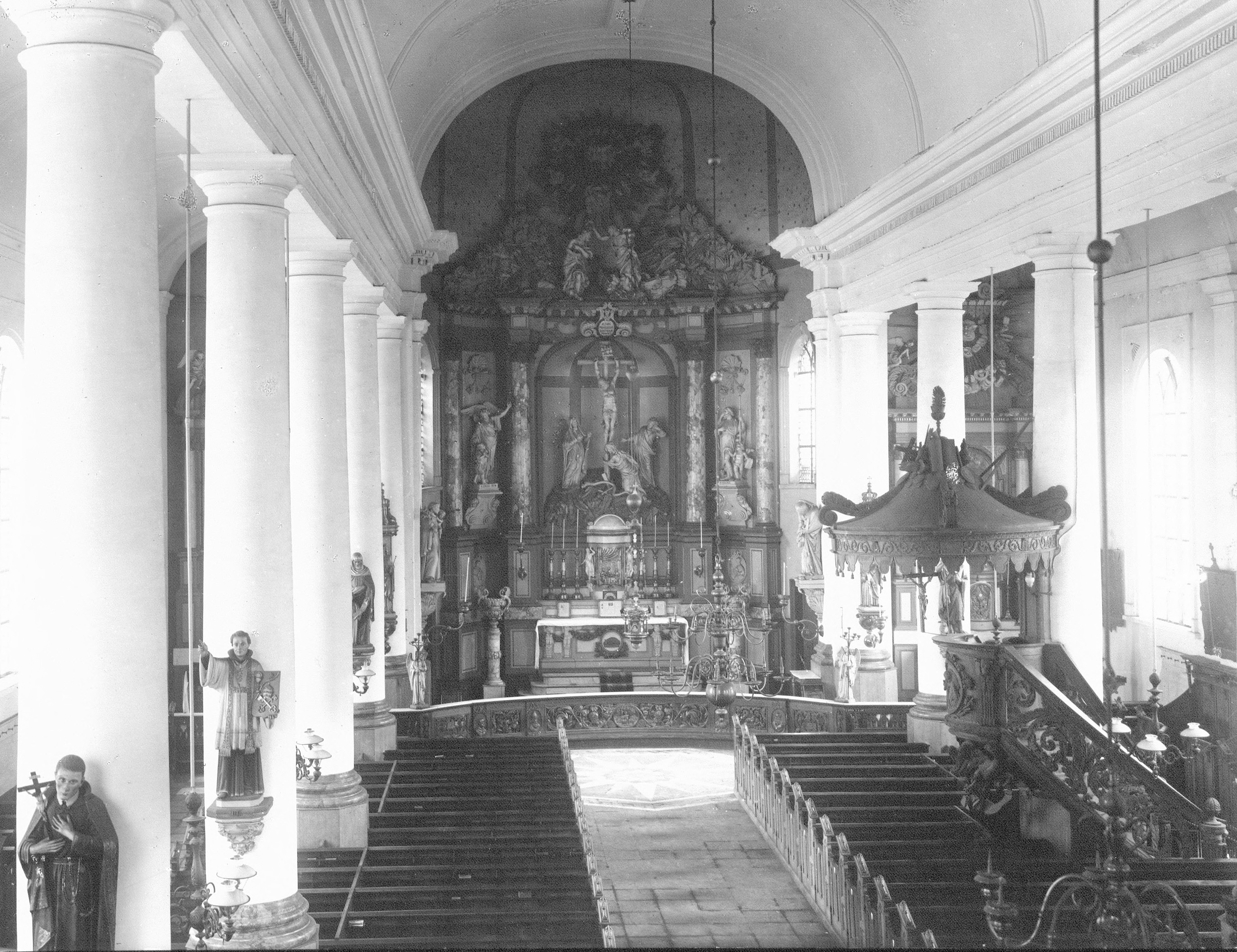
Interieur van de waterstaatskerk met zicht op het priesterkoor, ca. 1922.

Tot 1922 stond op de plek van de huidige Sint-Jan een waterstaatskerk die dateerde van 1829. Het exterieur van deze kerk was sober, behalve de classicistische voorgevel. Het interieur had een kleurrijke, neo-barokke aankleding.
De bouw van waterstaatskerken was een van de gebaren waarmee de regering van het Koninkrijk der Nederlanden na 1815 de oude tegenstelling tussen katholieken en protestanten probeerde te verzachten. Bij de Vrede van Münster (1648) was namelijk bepaald dat kerkgebouwen die gedurende de Tachtigjarige Oorlog in handen van de protestanten waren gekomen, niet aan katholieken zouden worden teruggegeven. Zo ook het bestaande gotische kerkgebouw (uit 1470) aan de oude haven van Waalwijk. Katholieken vierden hun heilige missen in schuilkerken. Om een einde te maken aan deze situatie die door de katholieken als discriminerend werd ervaren, verleende de regering vanaf 1824 financiële steun voor nieuw te bouwen kerken. Voorwaarde was dat ingenieurs van het Ministerie van Waterstaat goedkeuring gaven aan de bouw en hierover de controle hielden. Vandaar de naam waterstaatskerk.
Rond 1900 was er in Nederland sprake van een katholiek reveil. Kerken, kloosters, seminaries en congregaties kwamen als paddenstoelen uit de grond. In Noord-Brabant was dat goed zichtbaar. Het leek een grote inhaalslag, na eeuwen van schuilkerk-katholicisme: priesterroepingen, missie-activiteiten, bouwwoede, hoge huwelijksvruchtbaarheid, kerken die uitpuilden. Het waren uitingen van katholieke emancipatie, bedoeld om af te rekenen met het historische minderwaardigheidscomplex.

## Noodzaak tot nieuwbouw
Begin twintigste eeuw bleek de waterstaatskerk veel te klein voor het toegenomen aantal kerkbezoekers. Verder was er nog amper waardering voor waterstaatskerken. Bovendien stonden er enkele noodzakelijke, dure reparaties op stapel. Het kerkbestuur begon te denken aan nieuwbouw. In 1908 ontving de Amsterdamse architect Jan Stuyt de opdracht tot een ontwerp. Waarschijnlijk was dit op voorspraak van kapelaan Arnold Suys van de Sint-Jansparochie. Deze bevlogen geestelijke was met Stuyt bevriend geraakt als medereiziger op een pelgrimstocht naar het ‘Heilig Land’ (Palestina). Stuyt en Suys waren behalve ijveraars voor het katholieke geloof ook representanten van het oriëntalisme, de westerse belangstelling voor de mystiek van het Oosten, de Oriënt.
Later zou Suys stichter worden van de Heilig Landstichting bij Groesbeek, thans openluchtmuseum Orientalis. Stuyt maakte een schets van een nieuw gebouw; vanwege geldgebrek verdween dit ontwerp echter in de la.
De onderwijspacificatie die in 1917 in de grondwet kwam, behelsde de financiële gelijkstelling van openbaar en bijzonder onderwijs. In 1920 kreeg die zijn wettelijk beslag in de Lager Onderwijswet van minister De Visser. Tot dan toe waren de kerken verantwoordelijk geweest voor de kosten van bijzonder onderwijs. Vanaf 1920 werden de salarissen van alle onderwijzers betaald door de overheid. Voor de parochie Sint-Jan kwam er ineens veel geld vrij. De financiële situatie werd nog rooskleuriger toen in hetzelfde jaar de bierbrouwer Pieter Wijten, een rijke, ongetrouwde Waalwijker, bij zijn overlijden een flink geldbedrag als legaat aan de parochie naliet. Ook de verhoogde opbrengst van verpachting van kerkbanken leverde veel geld op. Niets stond de hoogstnoodzakelijke nieuwbouw nog in de weg. 

## Architect H. Valk

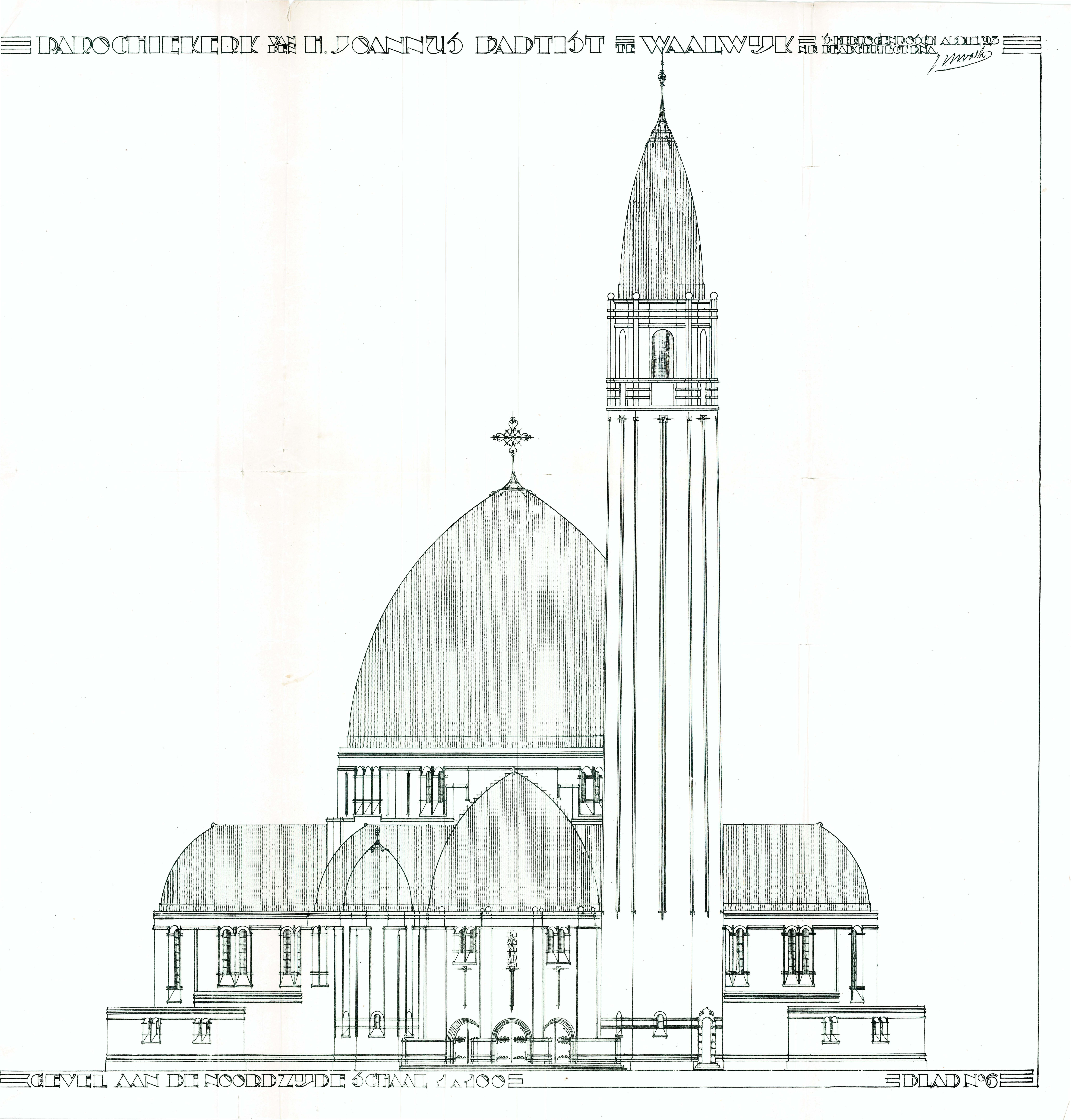
Ontwerp van de voorgevel door architect Valk, april 1923.

In 1922 viel het besluit de architect Hendrik Willem Valk (1886-1973) uit 's-Hertogenbosch een ‘voorlopige opdracht’ te verlenen voor het ontwerp van een nieuwe kerk. Zijn mentor en oudere collega Jan Stuyt, de maker van het ontwerp uit 1908, beschikte inmiddels over een goed gevulde orderportefeuille en hij droeg Valk voor. Voor Valk zou de Waalwijkse Sint-Jan zowel zijn vuurdoop als zijn magnum opus worden. De architect was pas 35 jaar toen hij de opdracht kreeg.
Valk was in 1910 in dienst getreden bij de befaamde architect Pierre Cuypers, die al veel neo-gotische kerken en gebouwen op zijn naam had staan. Werkzaam op diens kantoor te Amsterdam, volgde Valk een cursus bij het Voortgezet en Hooger Bouwkundig Onderwijs, in 1908 opgericht door het genootschap Architectura et Amicitia. Hier liep hij onder meer college bij Jan Stuyt, Joseph Cuypers (zoon van Pierre) en Hendrik Berlage. Stuyt en Joseph Cuypers waren tevens zijn oudere collega’s bij het Amsterdams architectenbureau. Hun interesse in byzantijnse en oriëntaalse vroegchristelijke bouwkunst sprong op Valk over. Joseph Cuypers streefde naar een eigen stijl die afweek van de dwingende neogotiek, waar zijn vader Pierre in Nederland het patent op had.
In 1922 was Valk al een opdracht tot kerkenbouw aan het uitvoeren: de Sint-Aloysiuskerk te Utrecht. Die toont stijlverwantschap met de Waalwijkse Sint-Janskerk. Valk putte inspiratie uit opvattingen over expressionistische architectuur van woordvoerders van de Amsterdamse School. Maar ook uit die van Berlage, een van zijn leermeesters, die architectuur beschouwde als het op organische wijze vormgeven van de ruimte, waarbij elk onderdeel een ander oproept en elk het totaal weerspiegelt. Siersmeden, meubelmakers en decorateurs moesten samen met de architect een zogenoemd Gesamtkunstwerk scheppen. Valk had voorliefde voor het ambachtelijke werk, eenvoud en traditie. Modern functionalisme noemde hij vormloos; nieuwe technieken zouden de menselijke maat missen. Beton kon hoogstens een constructief hulpmiddel zijn, maar geen deel van een esthetisch concept.

## Bouwstijl

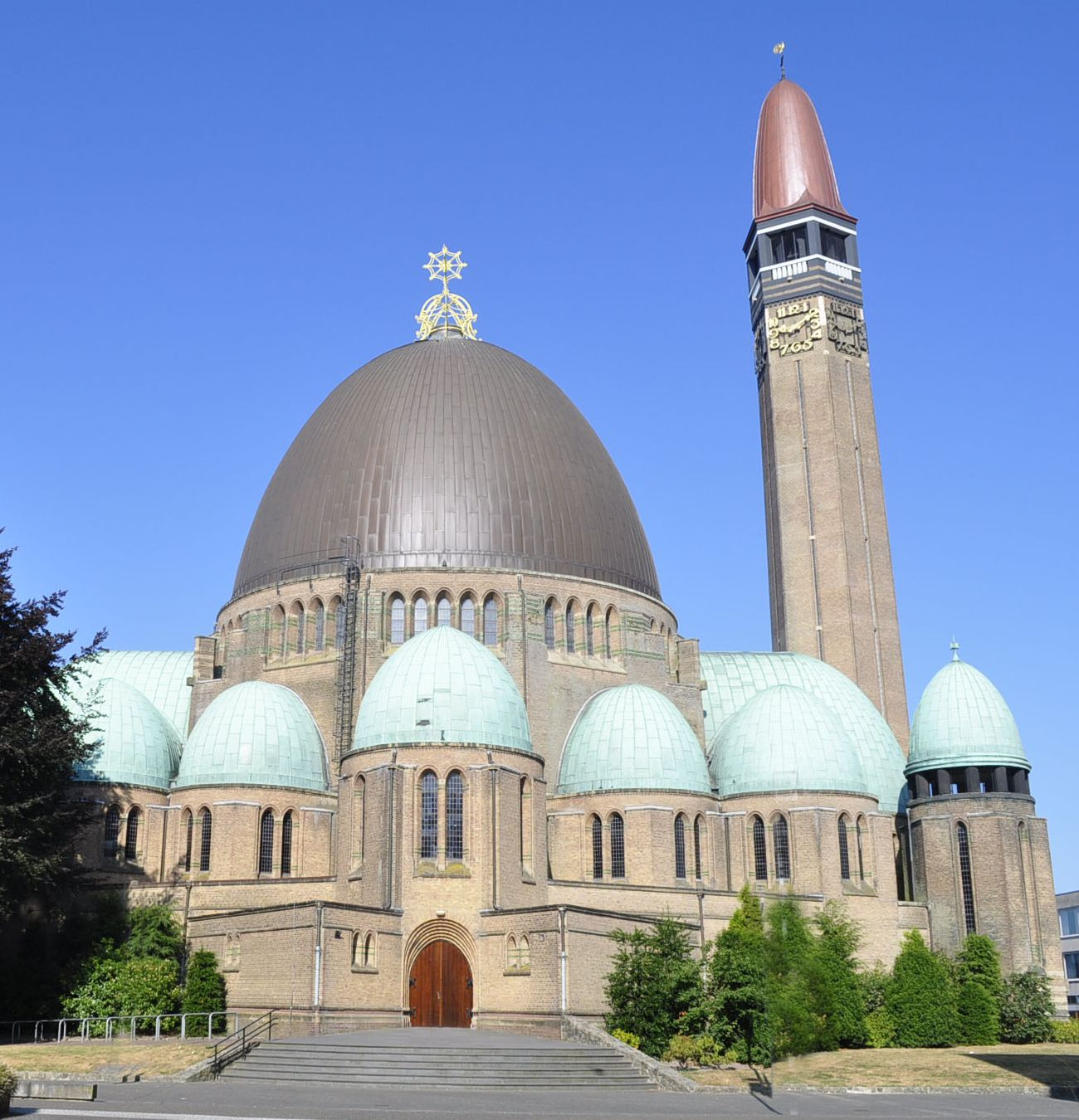
Bouwstijl Sint-Jan: centraalbouw, minaret-achtige toren en vele imposante koepels.

Valk kwam snel met een ontwerp. Het toonde een gewaagd, niet-alledaags concept: een ronde, aan Byzantium ontleende grondvorm; een imposante koepel, omgeven door een krans van kleinere koepels; en een (uiteindelijk zeskantige) minaret-achtige toren. Aanvankelijk wantrouwden de kerkbestuurders dit ontwerp. De één was bang dat de koepel in elkaar zou zakken. De ander miste de gotische spitsbogen. Sommigen associeerden de koepel en de toren met ‘heidense’ (lees: islamitische) bouw. Later uitten collega-architecten kritiek die de Nieuwe Zakelijkheid aanhingen. Het kerkbestuur vroeg raad aan Jan Stuyt en aan Jan Kalf, directeur van Monumentenzorg. Die steunden Valk volledig.
Er werd in de jaren 1910-1930 onder katholieken veel geschreven en gediscussieerd over nieuwe vormen. Men wilde breken met de neogotische uniformiteit. Architectuur moest nuttig zijn en tegelijk een spirituele schoonheid tonen, met aanwending van baksteen als traditioneel materiaal. Voor Valk gold een principiële reden om te kiezen voor een grondplan dat afweek van de langwerpige gotische kerken. In de eredienst moest een minder grote afstand komen tussen priester en kerkvolk. Een ongedeelde ruimte bevorderde het gemeenschappelijk beleven van de Heilige Mis. Een goed zicht op het altaar was van belang. Een ideaal uit de vroege christentijd deed weer opgeld: een altaar midden in de kerk tussen de gelovigen; een zogeheten volkskerk. Dit ideaal was door ‘Rome’ in de zestiende eeuw verlaten, onder invloed van het Concilie van Trente. Technisch werd het mogelijk grotere ruimtes te overspannen, bijvoorbeeld met gewapend beton en stalen constructies. Het gemeenschapsidee zou ook mooi vorm krijgen in de grote koepel. De Byzantijnse koepel symboliseert tevens het hemelse gewelf.
Er was ook een praktische reden voor dit ontwerp: de beperkte afmetingen van het bouwterrein vroegen om een ronde grondvorm.
Het bouwwerk is een toepassing van regels van Byzantijnse centraalbouw. Het  vertoont kenmerken van de Hagia Sofia in Constantinopel (nu Istanboel) en van de San Vitale in Ravenna, beide uit de zesde eeuw, bloeitijd van het Byzantijnse Rijk. Het grondplan van de Sint-Janskerk is gebaseerd op dat van de San Vitale, zij het dat de San Vitale achthoekig is. De schepping van Valk heeft een zeskantige symmetrische grondvorm, goed zichtbaar aan de buitenzijde. Het interieur van de Sint-Jan wordt echter ervaren als achtkantig. Acht forse zuilen dragen de koepel. Zij markeren acht grote paraboolvormige ruimten: vier apsides en daartussenin vier zogeheten concha’s (schelpvormige halfkoepels).

## Start van de bouw

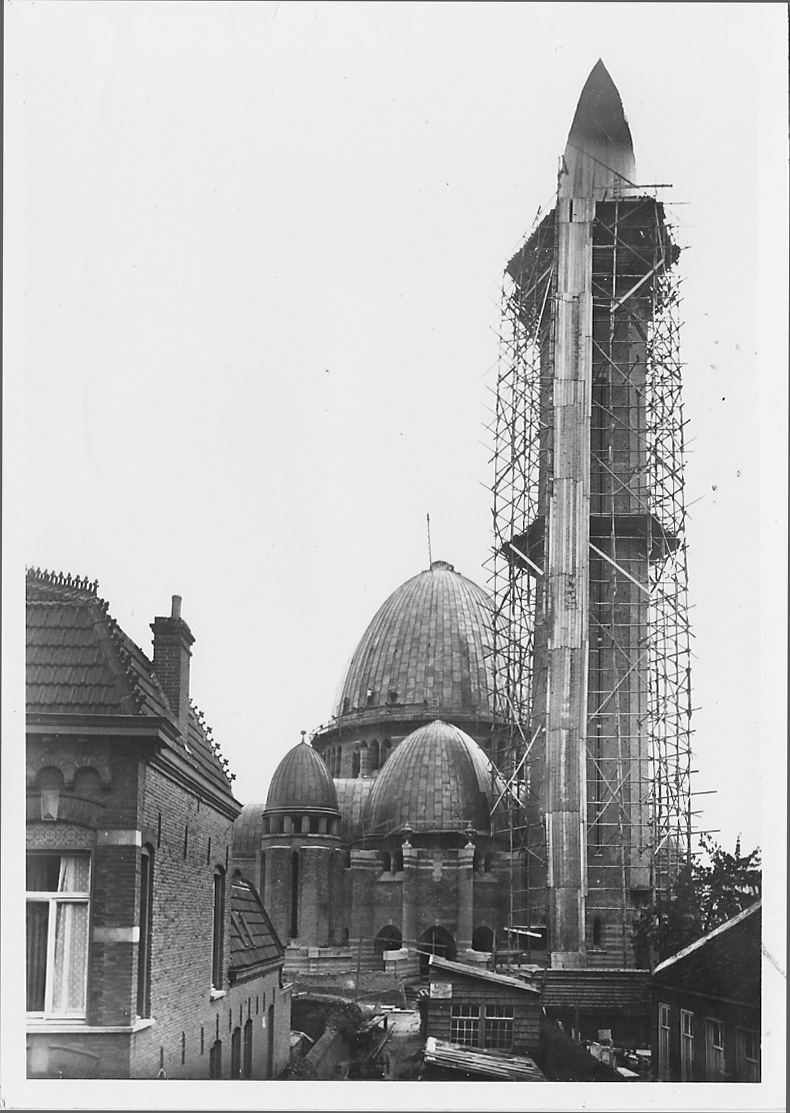
Kerktoren Sint-Jan in aanbouw, mei 1925

In april 1923 gaf het Waalwijkse kerkbestuur, met bouwpastoor N.H.J. van Riel als voorzitter, het groene licht voor de nieuwbouw. Een kerkgebouw met 1200 zitplaatsen bleek te duur; het ontwerp werd iets verkleind tot een ruimte voor 1000 zitplaatsen. Een inschrijving onder Nederlandse bouwaannemers resulteerde in de gunning van de opdracht aan bouwbedrijf Thunnissen & Van Sambeek uit Heemstede. Dat had ingeschreven voor het bedrag van 336.900 gulden. De totale kosten (inclusief de decoraties) zouden 367.380 gulden bedragen.
De bouw nam slechts 2,5 jaar in beslag. In juli 1923 startten de voorbereidingen. Onder meer liet men met paardenkarren 8000 kubieke meter zand aanrukken voor een terp. De gelovigen moesten immers ‘opgaan naar de Heer’. Na enkele grondboringen werden de funderingen aangebracht, met een achttal metersdiepe kolomvoeten uit gewapend beton. In de torenfundering stortte men zo’n 100 m³ beton. Vanwege de bijzonder strenge winter waren de funderingswerken pas eind maart 1924 afgerond. In april begonnen de metselaars de zijmuren op te trekken. Vanaf september 1924 waren de platte daken en de kleinere koepels aan de beurt. Daarna verplaatsten de bouwwerkzaamheden zich naar de toren, de doopkapel, en de gewelfde processiegangen en de grote koepel.

## De koepelbouw

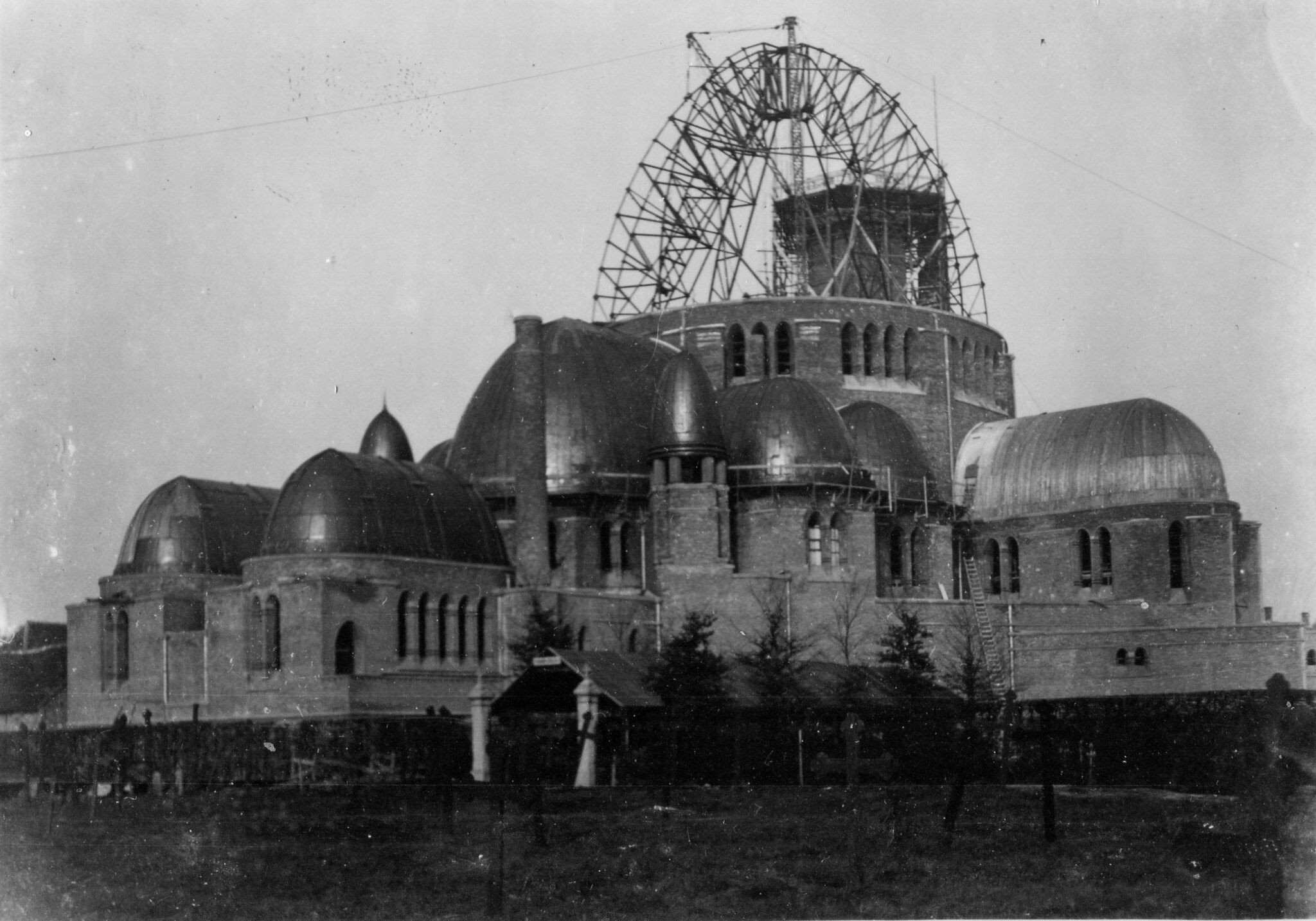
Bouw van de grote koepel van de Sint-Jan, februari 1925

In januari 1925 begon het grote werk: het metselen van de koepelmuren en (in februari) het plaatsen bovenop de muren van een gewapend betonnen ring. Daarop moest de koepel gaan rusten. Het naar boven hijsen en aaneenlassen van de zestien grote metalen koepelgebinten, het geraamte van de koepel, bood een spectaculaire schouwspel. Op dit geraamte brachten de timmerlieden een stevige houten bedekking aan, waarna de metselaars aan de slag gingen voor het bakstenen koepelgewelf aan de binnenzijde. Dat karwei was binnen vier weken voltooid. In mei prijkte de spits (met de door Valk ontworpen torenhaan) al bovenop de zeshoekige toren. Toen was het de beurt aan twee firma’s om al het koperwerk op de koepels te bevestigen. Voor de negentien koepels werd ongeveer 20.000 kilo koper gebruikt; de koepelconstructie bevat 40.000 kilo aan ijzer. 

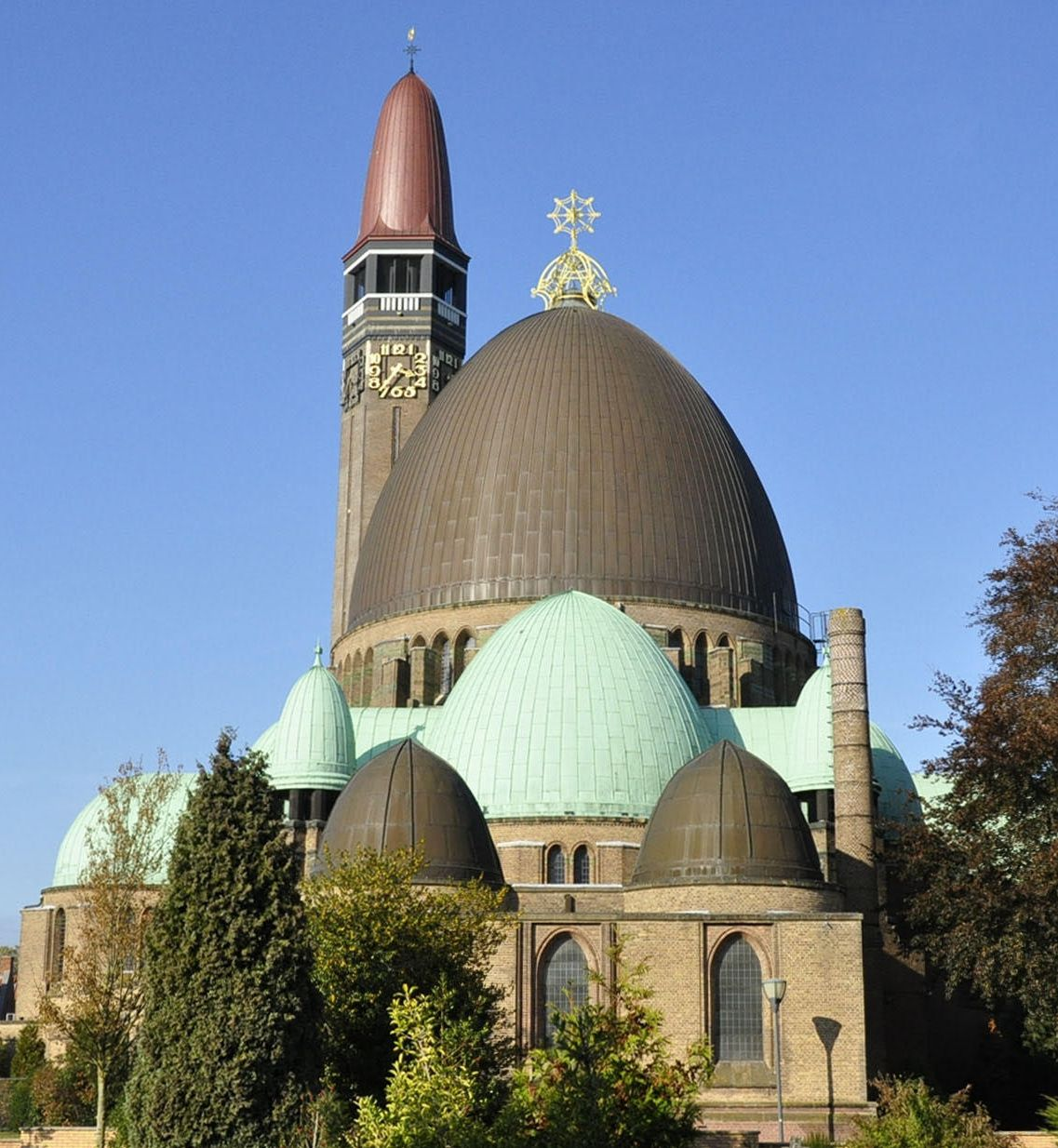
De Sint-Jan, hier bezien vanuit het zuiden, telt in totaal 19 koperen koepels.

Het samenspel van de min of meer kegelvormige koepels geeft aan de Sint-Janskerk zijn bijzondere karakter. De kleinere koepels geven schaal aan de centrale koepel. Die formule bepaalde destijds ook het ontwerp voor de Hagia Sophia in Constantinopel. Door het proces van oxidatie zou de koperen dakbedekking al binnen enkele jaren een karakteristieke lichtgroene kleur krijgen. Toen de grote koepel in 1991 met nieuwe koperen platen werd bekleed, bleken die daarna evenwel niet te oxideren. Hetzelfde gold voor de beide koepels aan de achterzijde, boven de sacristie. In 2017 kreeg de torenspits een nieuwe roodkoperen bekleding: alweer in een afwijkende kleur.
De Sint-Janskerk meet van binnen 53 bij 47 meter. De grote koepel heeft aan de buitenkant een hoogte van 41,5 meter; de binnenkant van de koepel is 31,5 meter hoog. Tussen de binnen- en de buitenkoepel zit dus een ruimte van 10 meter.

## Voltooiing interieur en hoogaltaar

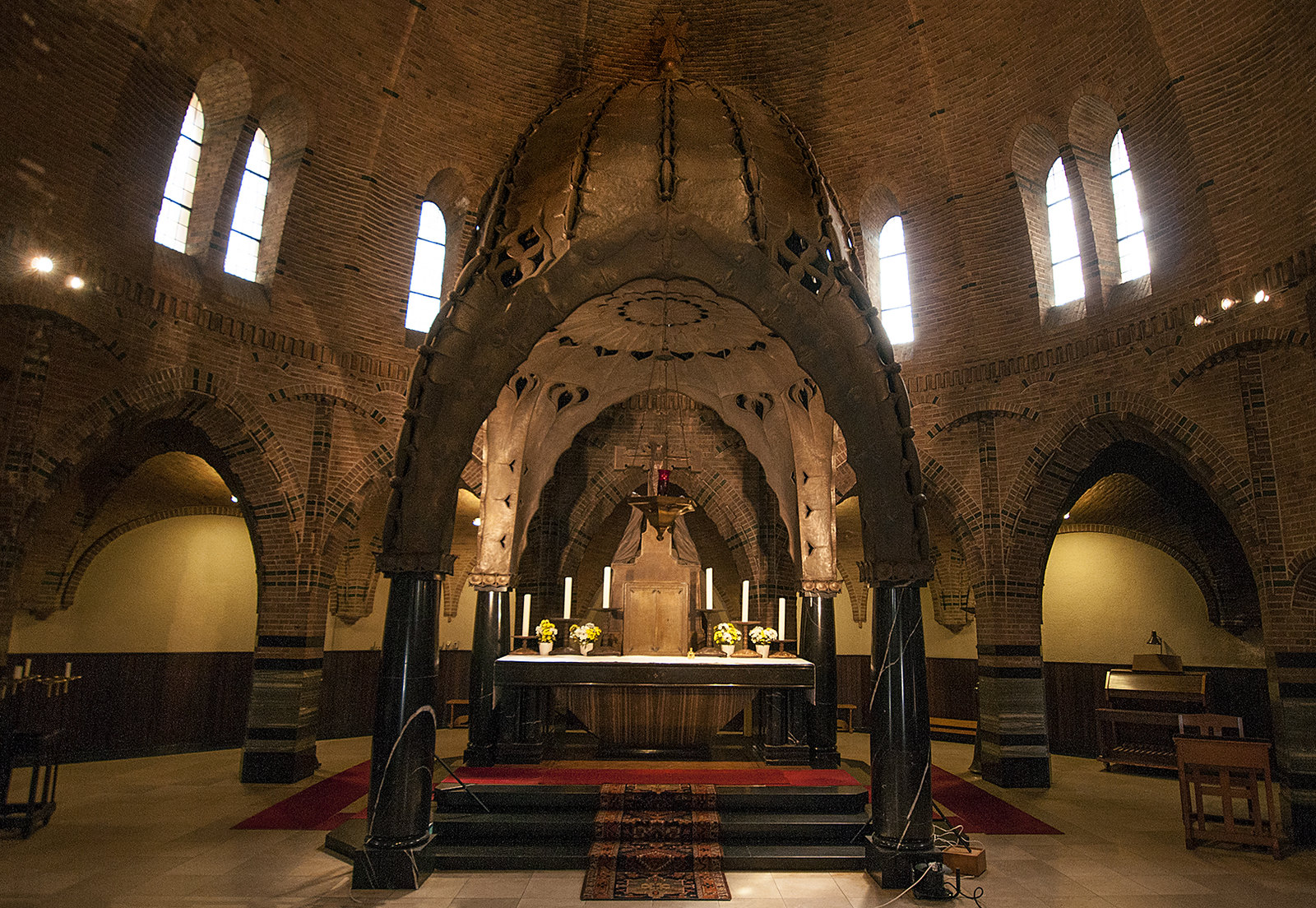
Koperen ciborium met hoogaltaar in de Sint-Jan

In de Sint-Janskerk waren bijna 2 miljoen bakstenen verwerkt. Vanaf juni 1925 verplaatste het werk zich naar het interieur: elektra, centrale verwarming, eikenhouten banken. In het donkergele metselwerk werden met groene geglazuurde bakstenen speelse sierpatronen ingemetseld voor een decoratief effect.
Het centrale punt van het door zwart-marmeren communiebanken afgesloten priesterkoor – in de zuidelijke apsis – was uiteraard het hoogaltaar. Dit oorspronkelijke altaar is qua vorm afgeleid van een Griekse tombe en is vervaardigd in twee kleuren marmer. Het wordt aan de achterzijde niet afgesloten door een retabel, zoals toen gebruikelijk. Zo komt de eenvoudige bronzen Calvariegroep boven het tabernakel goed tot zijn recht. We zien Christus aan het kruis, geflankeerd door zijn moeder Maria en de apostel Johannes. Het zijn gestileerde figuren: Christus in waardige houding, en de bijfiguren symmetrisch geordend. Het is een goed voorbeeld van de typische art-decostijl die anno 1925 internationaal in zwang was. De calvariegroep is vormgegeven door kunstenaar Frans Jochems (1880-1949) uit Antwerpen. 
Het ciborium of baldakijn dat het oude altaar overhuift is uitgevoerd naar een ontwerp van de architect Valk. Het gevaarte heeft de vorm van een tent van rood koper, die rust op zwart-marmeren zuilen. Het is min of meer paraboolvormig, in lijn met de vorm van de apsis. Het was een geschenk bij het zilveren priesterjubileum van bouwpastoor Van Riel, uitgevoerd door de jonge edelsmid Marinus Zwollo die er in zijn eentje maandenlang aan werkte in de werkplaats van A. Haan te Antwerpen,  aan de hand van een ontwerp van architect Valk. Het ciborium werd meteen bij de bouw al geleverd. Velen herkennen in deze opvallende altaaroverhuiving de vormen van aan elkaar geknoopte leren huiden, een verwijzing naar de lederindustrie die Waalwijk indertijd veel welvaart heeft gebracht. Rijke leerlooiers en -handelaren uit Waalwijk en omgeving zouden het (mede) hebben gefinancierd.

## Kettinglijn (parabool)

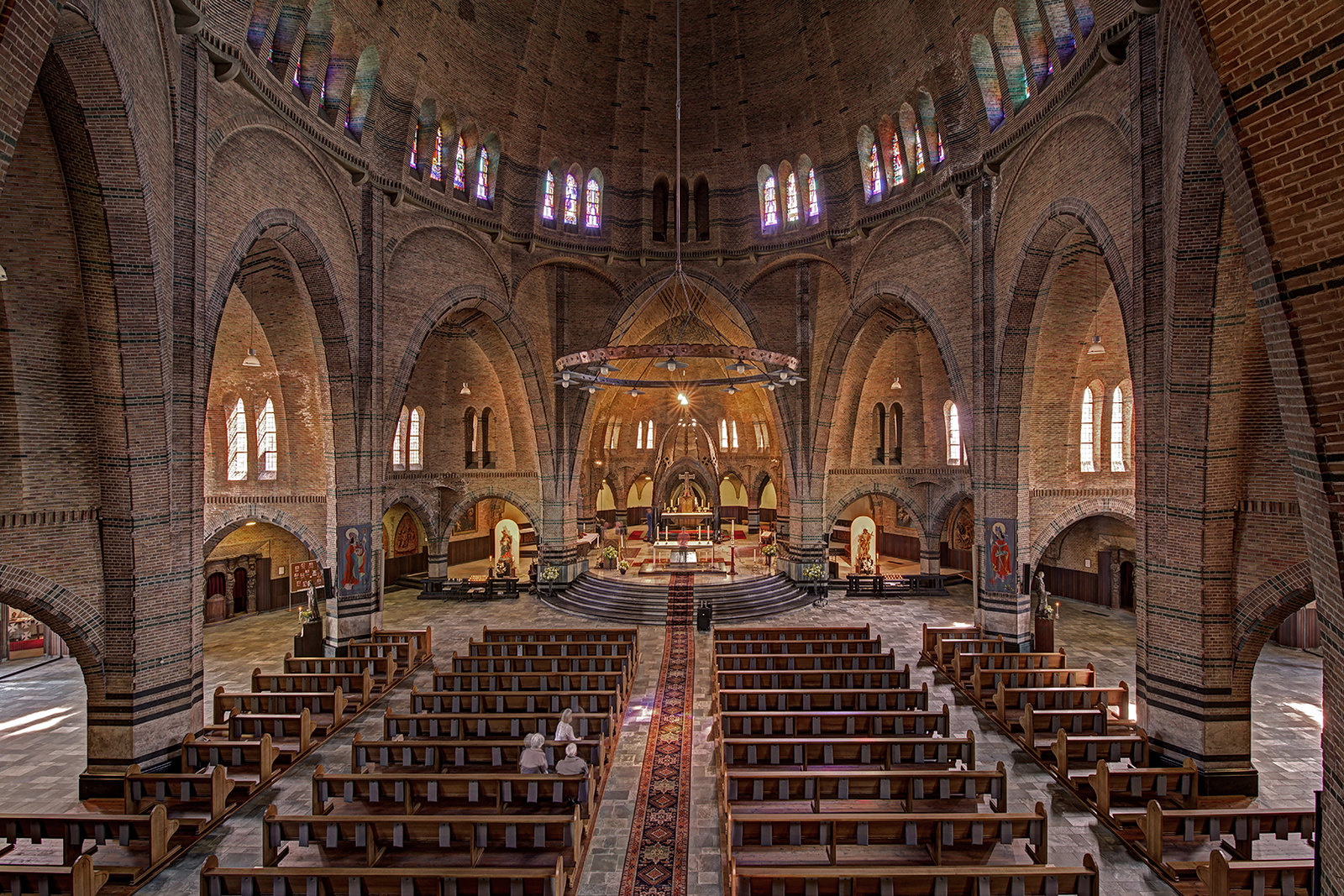
Het fraaie lijnenspel in de binnenarchitectuur van de Sint-Jan.

De acht kolommen (dragers) geven met de bogen en de overkragingen een ‘spel van lijnen en doorkijken’. Vlak onder de koepel, direct onder de krans van kerkramen, zien we een samenspel van de acht parabolen met daarboven een twaalftal rondbogen; twee daarvan (noord- en zuidzijde) vormen tegelijk de bovenkant van de parabolen.
Opvallend aan het interieur is de toepassing van de ‘kettinglijnboog’, een nauwkeuriger definitie van het begrip parabool. Deze toepassing was anno 1925 bepaald vernieuwend, vergeleken met de romaanse halfronde boog of de gotische spitsboog. Valk omschreef de kettinglijn als ‘een lijn die de schakels van een ketting volgen door de zwaartewerking van iedere schakel, wanneer deze aan twee zijden wordt opgehangen’.
De kettingboog is geen typisch byzantijns bouwelement. Een van de oudste constructies waarin dit principe werd toegepast dateert uit 540 na Christus. In de antieke Perzische stad Ctesiphon ten zuiden van Bagdad vindt men een paleisruïne, de Taq-i-kisra. De enorme boog van de koningszaal vertoont een bijna perfecte kettinglijn. Kort nadat Britse militairen in de Eerste Wereldoorlog dit tongewelf ontdekt hadden, verscheen er in 1918 een artikel over in Wendingen, maandblad van Architectura et Amicitia. Het is aannemelijk dat Valk daardoor is geïnspireerd. In Nederland is de kettingboog een weinig toegepast bouwelement.
Valk hield van oude materialen zoals baksteen. Hij koos ervoor de bakstenen slechts spaarzaam af te wisselen met ‘streepjes’ groen glazuur en marmerplaten. De binnenzijden van de koepels, de parabool- en de rondbogen geven mooie staaltjes metselwerk te zien. Kunstig zijn ook de pendentieven, die de druk van de koepels en bogen zijwaarts richten.
Op 12 november 1925 werd de Sint-Janskerk door pastoor Van Riel ingewijd; anderhalf jaar later, op 9 mei 1927, volgde de officiële consecratie door bisschop A. Diepen van Den Bosch. Valk schreef in 1925: "Bij de gotiek geven luchtbogen de nodige steun, hier zijn het de concha’s, de schelpvormige halfkoepels. Zij schragen de grote middenkoepel. Hier is het schoren van boog op boog en ontwikkeling van koepel op koepel […]. Ze zijn noodzakelijk, maar hebben ook een schoonheidsfunctie […] en vormen samen een overzichtelijke ruimte".

## Kerkklokken

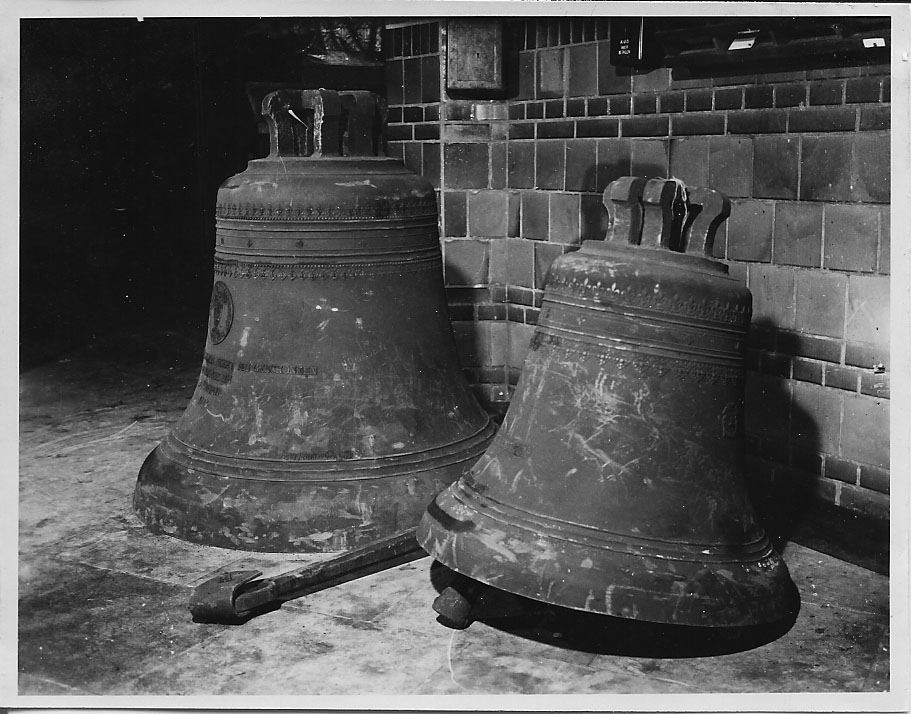
De kerkklokken staan klaar om te worden afgevoerd, januari 1943

Met de nieuwbouw deed het Waalwijkse gemeentebestuur de parochie een uurwerk cadeau, alsmede twee grote luidklokken. Die kregen de namen Crispinus en Crispinianus, de patroonheiligen van de schoenmakers en de leerlooiers. De klokken waren van massief koper en hadden een totaalgewicht van 1.250 kg. Ze waren gegoten door de firma Eijsbouts in Asten (thans klokkengieterij Koninklijke Eijsbouts).
In 1943, tijdens de bezetting, werden deze klokken door de Duitse overheid gevorderd. Pas in 1949 kon het kerkbestuur na een inzamelingsactie drie nieuwe kerkklokken aanschaffen. Deze klokken waren gegoten door de firma Van Bergen te Heiligerlee. De grootste klok, ‘Johannes Baptista’, weegt 1.700 kg, ‘Wilhelmus’ heeft een gewicht van 750 kg en ‘Maria’ weegt 600 kg.

## Het orgel

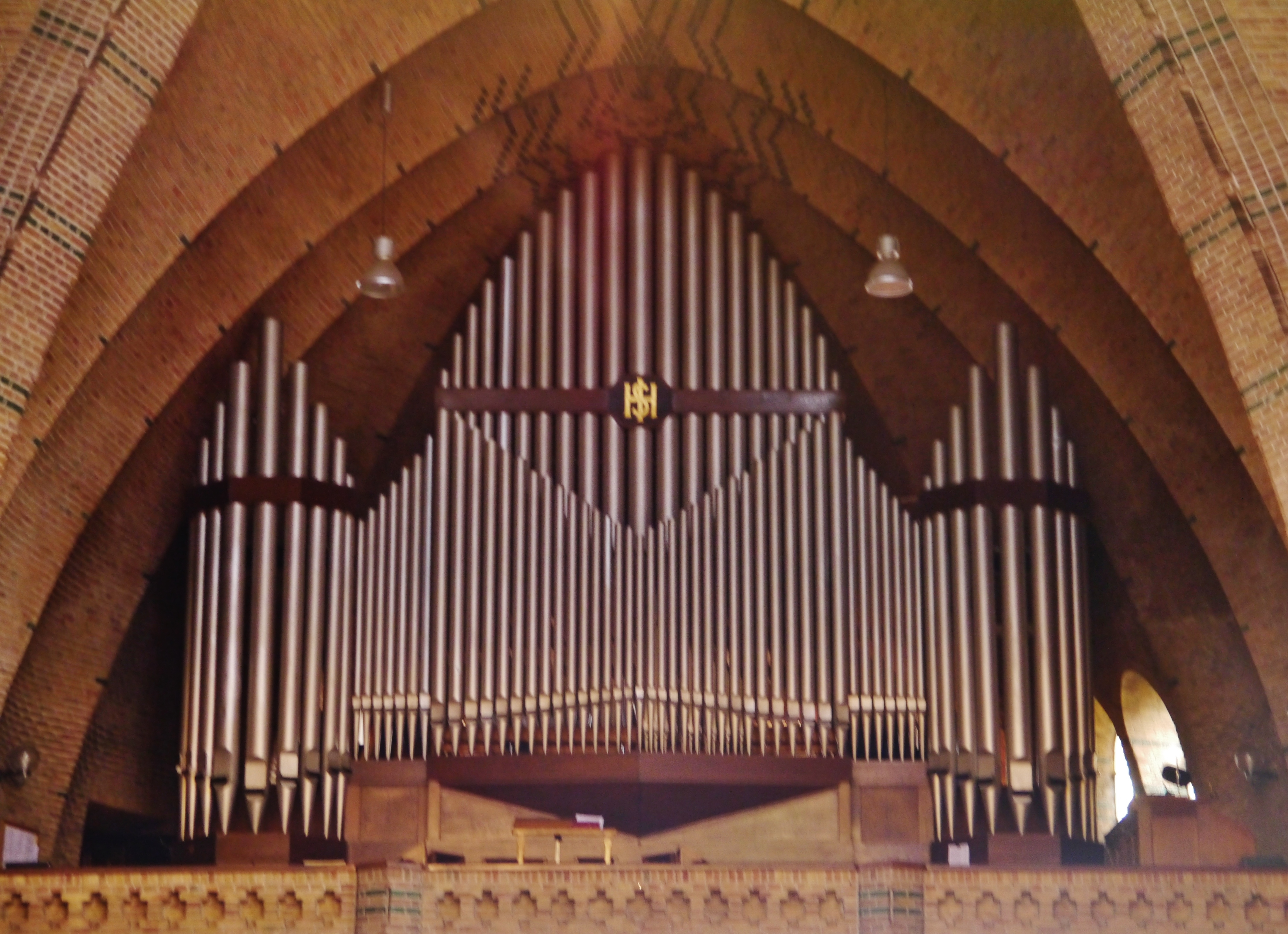
Orgel van de Sint-Jan

Het orgel werd pas in 1932 geplaatst. Het is gebouwd door de Alkmaarse firma B. Pels & Zonen. In dit orgel is het overgrote deel van het pijpenmateriaal uit het oude orgel van de waterstaatskerk overgenomen: 926 van de in totaal 1447 pijpen. Dit oude orgel stamde nog uit de kerk van klooster Alden Biesen van de Duitse Orde, gevestigd in Bilzen (België). Vanwege zijn cultuurhistorische waarde is het orgel sinds 2021 een Rijksmonument.
Het voor de kerkgangers zichtbare gedeelte beslaat 84 pijpen. Het middenstuk heeft een dubbele rij. De pijpen vormen een samenspel van statige, strakke zilvergrijze bundels. Overeenkomstig de tijdgeest van de jaren twintig en dertig van de twintigste eeuw vertoont het front geen opsmuk, afgezien van het centrale IHS-monogram. Sinds een ingrijpende restauratie in 1998 heeft het orgel 38 registers. Het wordt regelmatig bespeeld, onder meer bij orgelconcerten. Door de akoestiek van de kerkruimte komt het geluid prima tot zijn recht.

## Oorlogsschade

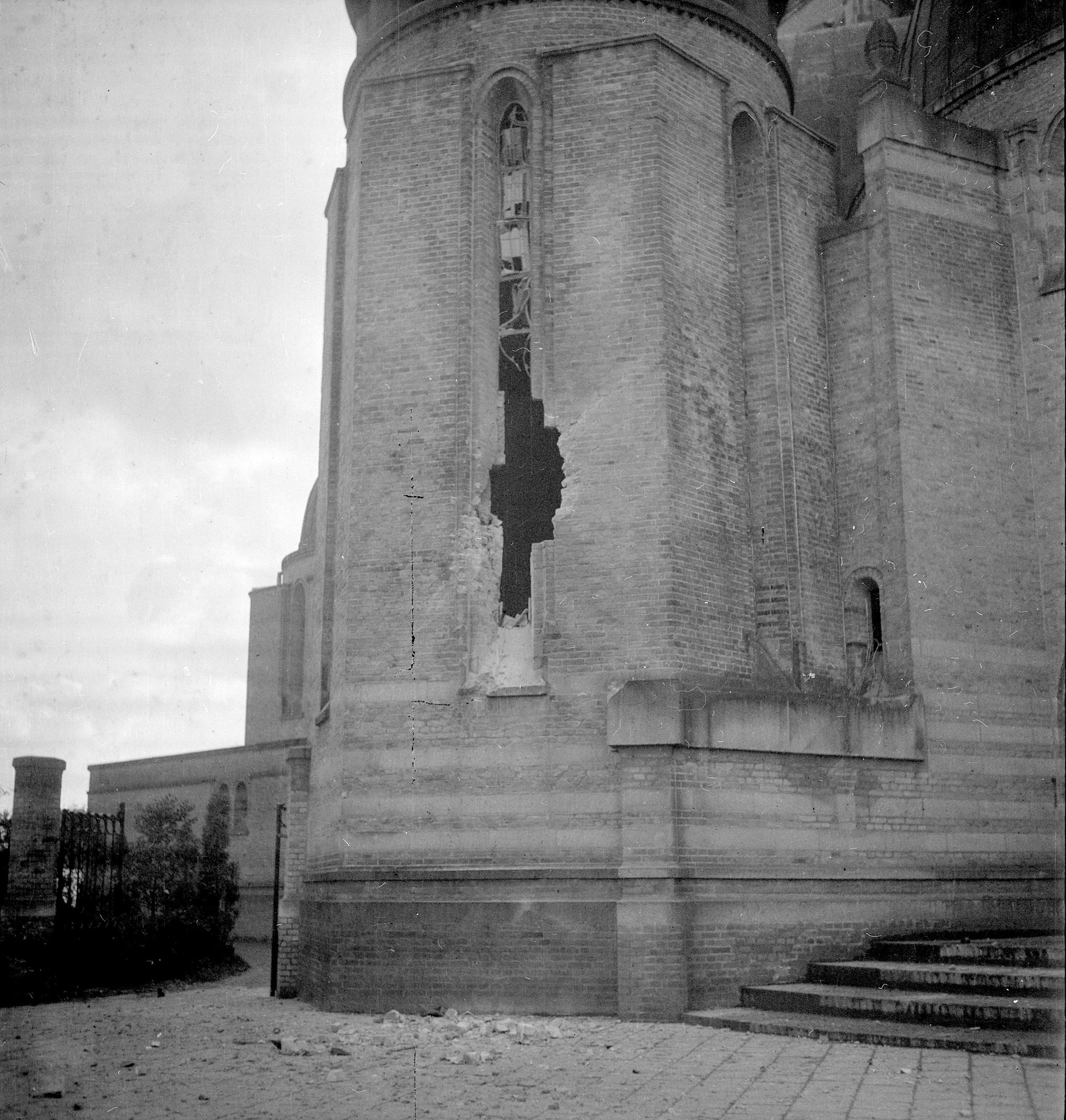
Oorlogsschade aan de Sint-Jan, 1944

Afgezien van de klokkenroof leed de kerk gedurende de Duitse bezetting geen schade. Op 30 oktober 1944 werd Waalwijk bevrijd door militairen van de 51e Schotse Highland Divisie. Het gebied ten noorden van de Maas bleef nog maandenlang door de Duitsers bezet. Daardoor bleef het front tussen november 1944 en mei 1945 op slechts 2 kilometer van Waalwijk liggen.
De toren van de St. Janskerk bood een goed zicht op de Maas en het Land van Heusden en Altena. Uit vrees dat de geallieerden die als uitkijkpost zouden gebruiken, vuurden de Duitsers in november 1944 vanaf de noordkant van de Maas granaten af. Deze misten de toren, maar er sloegen wel projectielen in op de gevel van de doopkapel, links van de hoofdingang. Daar gaapte een groot gat. Later kwamen er op de toren en grote koepel nog enkele kleine granaten en scherven terecht. Aan de binnenkant van de koepel zijn de sporen nog altijd te zien, speciaal de plekken waar het metselwerk is hersteld. Dat was de enige noemenswaardige oorlogsschade aan de kerk.

## Modernisering en verbouwing
Begin jaren zestig was er een interieurverbouwing nodig. De belangrijkste verandering was een uitbouw van het priesterkoor. Conform de richtlijnen van Vaticanum II (1962-1965) diende de Heilige Mis voortaan te worden gecelebreerd door de priester staand met het gezicht naar het kerkvolk.
De twee centrale communiebanken maakten plaats voor een naar voren springende, halfronde uitbreiding van het priesterkoor, naar ontwerp van Valk. Daarop kwam een groot witmarmeren altaar te staan. Een andere toevoeging betrof een houten lambrisering van 1,30 meter hoog die de zijwanden van de kerk gingen bedekken. Door die schrootjes zijn de oorspronkelijke geglazuurde tegeltjes niet langer zichtbaar.
In 1967 maakten de houten kerkbanken plaats voor zwartgelakte houten kuipstoeltjes, gemonteerd op een stalen frame op een nieuwe, grijze tegelvloer. Het aantal van 1000 zitplaatsen werd daarmee teruggebracht naar 600. Knielen was niet meer mogelijk. Deze comfortabele maar weinig decoratieve stoeltjes werden in 2007 weer vervangen door de huidige eikenhouten kniel-zitbanken, die meer in overeenstemming werden geacht met de oorspronkelijke meubilering van de kerk.
Aan weerskanten van de hoofdingang kwam in 1974 op de pylonen een tweetal beelden te staan. Ze waren afkomstig van de gevel van de voormalige Petrusschool en werden bij sluiting van die school in 1974 ternauwernood van vernietiging gered. Ze zijn vervaardigd in het atelier van de Bossche beeldhouwer Hendrik van der Geld. De ene stelt de apostel Petrus met zijn sleutel voor, de andere is de heilige Alphonsus van Liguori, de stichter van de orde der Redemptoristen.

## De kerkramen van Willem Wiegmans

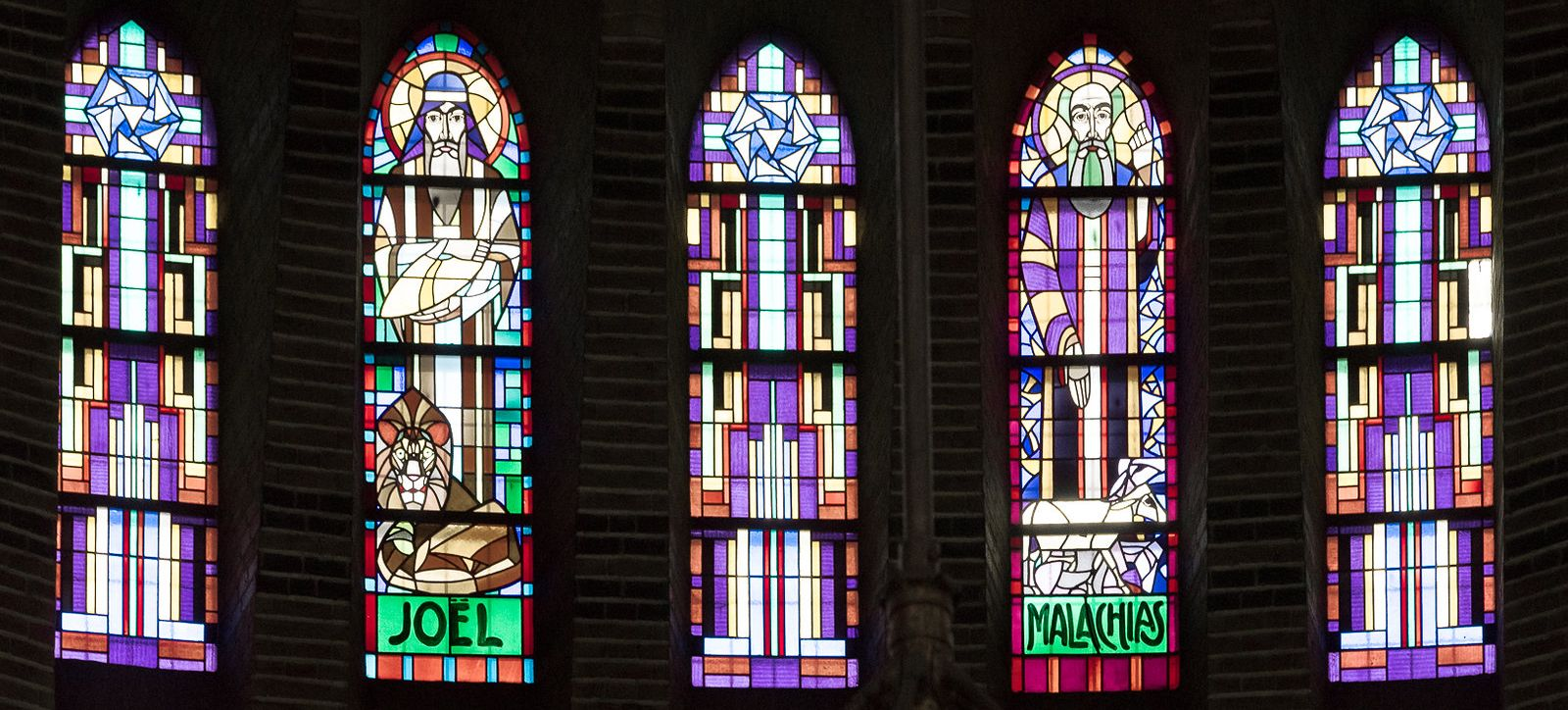
Enkele glas-in-loodramen, ontworpen door Willem Wiegmans; hier de profeten Joël en Malachias

Hoog in de kerk, als een kleurige ring onder de koepel, prijkt een serie van 38 gebrandschilderde ramen. Tussen abstracte afbeeldingen zijn de strenge gestalten uitgebeeld van zestien Oudtestamentische profeten: vier zogeheten ‘grote profeten’ (Jesaja, Jeremia, Ezechiël en Daniël) en twaalf ‘kleine profeten’ zoals Jona en Habakuk. Hun namen zijn gespeld in de voor die tijd typerende katholieke transcriptie; zo heet Jesaja hier ‘Isaias’. Ze stralen gezag uit en brengen een ernstige boodschap. In het Oude Testament maanden zij de Israëlieten tot een betere levenswandel. De ellende van het Joodse volk – de Assyrische overheersing, de verwoesting van de Tempel, de Babylonische gevangenschap – was immers te wijten aan verwerpelijk gedrag. In hun profetieën kondigden zij de komst van een Messias aan.
Elk van de zestien profeten is afgebeeld met een object dat verwijst naar de betekenis. Bijvoorbeeld Jeremias met een zuil van het verwoeste Jeruzalem, waarvan hij de ondergang voorspelde; Jesaja met een schaar waarin een bloem, omdat hij stelde dat slechts een kleine rest van het Joodse volk zou overblijven om een hernieuwd Godsvolk te vormen; Jona met een grote vis; in de maag van de vis kwam hij tot inkeer waarna hij werd uitgespuugd.
De glas-in-loodramen zijn het werk van Willem Wiegmans (1892-1942). In 1916 had deze veelzijdige Utrechtse kunstenaar zich bekeerd tot het katholicisme, dat hem aantrok met zijn rituelen, liturgie en heiligenlevens. Hij besloot zijn kunst geheel in dienst van de Kerk te stellen. Hij had colleges gevolgd bij kunstenaars als Richard Roland Holst en Antoon Derkinderen. Het idee van gemeenschapskunst sprak hem zeer aan: kunst in dienst van het volk of van een verheven ideaal (als reactie op artistiek individualisme). De Waalwijkse kerkramen behoren tot Wiegmans’ eerste werk van blijvende waarde. Hij wordt ook wel een vertegenwoordiger van het symbolisme genoemd.
Wiegmans’ schepping is duidelijk geïnspireerd door de Beuroner Kunstschule. In het klooster Beuron (in Zuidwest-Duitsland aan de Donau), had de kunstzinnige monnik Desiderius Lenz (1832-1928) een nieuwe kerkelijke stijl ontworpen. Deze was onder meer een favoriet bij de architect Jan Stuyt, de mentor van Valk. Stuyt vertaalde Lenz’ boekje waarin deze pleitte voor een heldere, statische uitbeelding van figuren (zoals in oude Egyptische kunst), eenvoud, symmetrie, frontale weergave en stilering op basis van geometrie.

## De kruiswegstaties van Charles Eyck

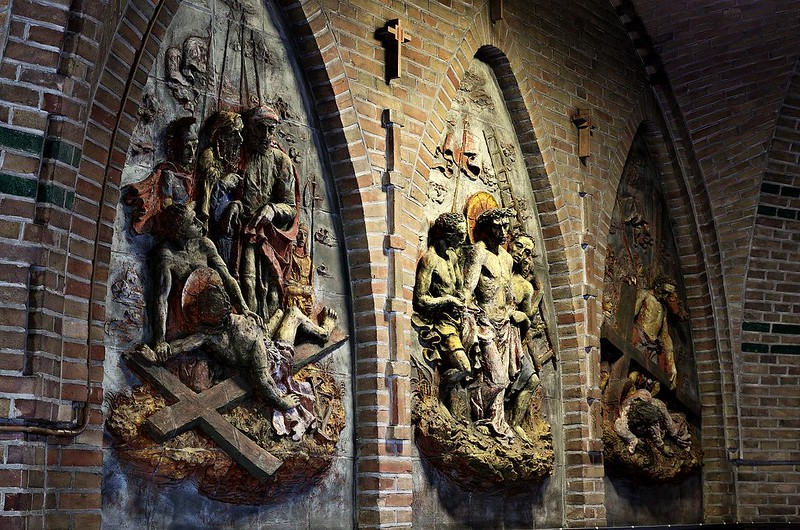
Drie van de gepolychromeerde kruiswegstaties gemaakt door Charles Eyck

In elk katholiek kerkgebouw is een kruisweg te vinden. In veertien staties beeldt die het lijdensverhaal van Christus uit. De kruiswegstaties in de Sint-Jan zijn van de Limburgse kunstenaar Charles Eyck (1897-1983): graficus, beeldhouwer, schilder, glas-in-loodwerken, edelsmid en glazenier. Eyck was – evenals Wiegmans – in de leer geweest bij onder meer Antoon Derkinderen en Richard Roland Holst, bekende voorvechters van gemeenschapskunst. In de vooroorlogse jaren was Eyck een exponent van de zogeheten ‘Limburgsche barokstijl’, die zich kenmerkte door figuratieve, beweeglijke en verhalende kunstwerken; uitbundiger dan de tweedimensionale werken van zijn leermeesters Derkinderen en Roland Holst.
De kruiswegstaties in de Waalwijkse Sint-Jan waren een geschenk van de parochianen bij het zilveren priesterfeest in 1939 van pastoor H.F. Heezemans. Eyck bracht ze vanaf 1940 in de kerk aan. De kunstenaar koos voor forse hoog-reliëf-afbeeldingen in terracotta: poreus aardewerk van roodbakkende klei. Hij voerde ze uit in een stijl die valt te determineren als romantisch expressionisme. Typerend zijn de evenwichtige composities, het ingehouden kleurgebruik, de geprononceerde rimpels, oogleden en lippen van Christus, de bijfiguren en de omstanders, en hun dramatische gezichtsuitdrukkingen en lichaamstaal. Het perspectief wordt in elke afbeelding gesuggereerd door achtergronden waarop vaak Romeinse gebouwen of figuren te zien zijn.
Elf van de veertien staties zijn gepolychromeerd. Dat gebeurde op verzoek van het kerkbestuur, ondanks Eycks voorkeur voor de originele roodbruine kleur. Wel is het kleurgebruik getemperd, en is het roodbruine terracotta niet geheel overschilderd. In 1943 – de kruisweg was bijna voltooid – moest Eyck het werk neerleggen omdat hij principieel had geweigerd lid te worden van de door de Duitse bezetter ingestelde Kultuurkamer. Na de oorlog is het er niet meer van gekomen om deze drie staties (nr. 1, 2 en 3) alsnog van kleuren te voorzien.

## De biechtstoelen

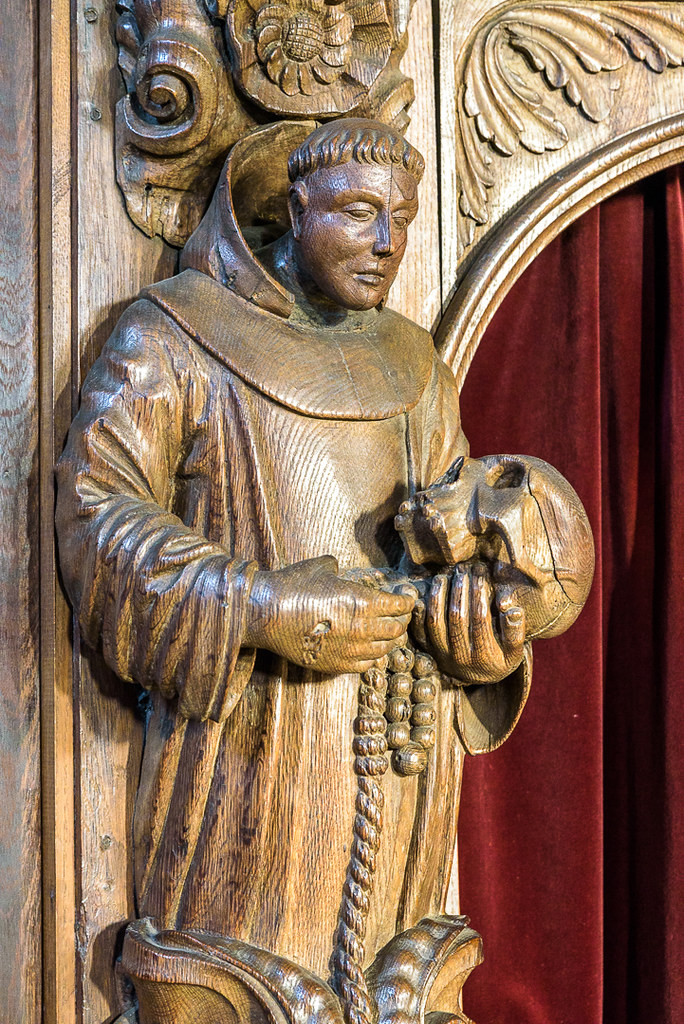
Franciscus van Assisi, een van de biechtstoelheiligen in de Sint-Jan

De eikenhouten biechtstoelen in de Sint-Janskerk zijn gedecoreerd in neo-barokke stijl. Ze stonden al in de oude waterstaatskerk, maar zijn nog ouder. Volgens bronnen werden rond 1828 twee van de vier biechtstoelen aangekocht uit de boedel van de vestiging van de Duitse Orde in Bilzen (niet ver van Maastricht); de landcommanderij (hoofdzetel) was gevestigd in het kasteel Alden Biesen.
Er staan in de kerk vier biechtstoelen. Twee ervan, die aan de noordoost- en noordwestmuur, zijn relatief ‘eenvoudig’ opgetuigd met klassieke zuilen. De overige twee, die aan de zuidoost- en zuidwestzijde, zijn echter in rijke, neo-barokke stijl versierd met beelden van katholieke heiligen. De meesten passen in de franciscaanse traditie. Ze zijn op iets meer dan halve grootte geportretteerd. De goed bewaarde beelden stammen hoogstwaarschijnlijk uit de achttiende eeuw. Sommige heiligen staan afgebeeld met een voor hen kenmerkend object. De beelden lijken enigszins naar voren te hellen. Opvallend zijn de serene gelaatsuitdrukkingen van de mannelijke en vrouwelijke heiligen.  
De vier heiligen in de biechtstoel aan de zuidoostzijde zijn: Franciscus van Assisi (1182-1226), de stichter van de orde der franciscanen, hier afgebeeld met een doodshoofd in de hand; Elizabeth van Thüringen (of van Hongarije) (1207-1231), een koningin die brood uitdeelde onder de armen; Margareta-Maria Alacoque (1647-1690), een Franse mystica; en Clara van Assisi (1194-1253), stichteres van de orde der Clarissen. De andere vier, in de biechtstoel aan de zuidwestzijde zijn: Maria Magdalena, als boetvaardige zondares gehuld in een harig kleed; Bonaventura (1221-1274), een scholastisch theoloog; Bernardinus van Siena (1380-1444), een franciscaner volksprediker die tot driemaal toe de bisschopsmijter weigerde; en Theresia van Ávila (1515-1582), een Spaanse mystica.